# ヨハン・エルンスト (ナッサウ＝ヴァイルブルク侯)
ヨハン・エルンスト（Johann Ernst, 1664年6月13日 - 1719年2月27日）は、ナッサウ＝ヴァイルブルク伯（在位：1675年 - 1688年）、のちナッサウ＝ヴァイルブルク侯（在位：1688年 - 1719年）。帝国陸軍元帥。

## 生涯
ヨハン・エルンストは、ナッサウ＝ヴァイルブルク伯フリードリヒ（1640年 - 1675年）とその妃クリスティアーネ・エリーザベト・フォン・ザイン＝ヴィトゲンシュタイン（1646年 - 1678年）の長男である。1675年に父親が乗馬事故で亡くなると、ヨハン・エルンストは11歳で、ヨハン・エルンストは弟のフリードリヒ・ルートヴィヒ（1665年 - 1684年）とともにナッサウ＝ヴァイルブルク伯位を相続した。ナッサウ＝イトシュタイン伯ヨハンが後見人に任命された。ヨハン・エルンストは幼少期をヴァイルブルクで過ごし、そこでダルムシュタットの家庭教師L. エンゲル博士（1671年から）とコルバッハのフランツ・エルツマン (1676年から) から教えを受けた。1678年に母親が亡くなったとき、ヨハン・エルンストは14歳であった。後見人ヨハン・フォン・ナッサウ＝イトシュタインも1677年に亡くなったため、後見人はヨハン・ルートヴィヒ・フォン・ナッサウ＝オットヴァイラーに引き継がれ、ヨハン・エルンストとその弟は1996年にオットヴァイラーの後見人のもとに移った。1679年7月、ヨハン・エルンストはテュービンゲン大学で勉強を始めた。1681年から1682年まで、ヴェルサイユ宮殿のフランス王ルイ14世の宮廷に滞在した。
1684年に弟のフリードリヒ・ルートヴィヒが亡くなった後、ヨハン・エルンストがナッサウ＝ヴァイルブルク伯領の唯一の統治者となった。当初、ライン川左岸のキルヒハイムとシュタウフ（アイゼンベルク）の一部がフランスに占領されていたため、ヨハン・エルンストはライン川右岸のナッサウ＝ヴァイルブルクのみを支配していた。1697年のレイスウェイク条約によって、ヨハン・エルンストはようやくライン川左岸の領土を取り戻した。また、ボーランデンを含む他の領地をナッサウ＝ヴァイルブルク家のために取得し、領地を長子相続とした。
1688年、皇帝レオポルト1世は、ライン川右岸のヴァルラム系ナッサウ家（ナッサウ＝ヴァイルブルク、ナッサウ・イトシュタイン、ナッサウ・ウージンゲン）の爵位を新たにした。ヨハン・エルンストが公証手数料21,420ギルダーの負担金の支払いを拒否したため、ナッサウ＝ウージンゲン伯ヴァルラトとナッサウ＝イトシュタイン伯ゲオルク・アウグストは任命証明書を保留した。ヨハン・エルンストは侯（Fürst）の称号を決して受け取らなかったが、先祖であるヨハン1世がすでに1366年に皇帝カール4世から帝国伯の位を授与されており、その子孫に対しても爵位を受け取っていたことを知っていた。1737年9月27日に息子のカール・アウグストが帝国諸侯（Fürst）の称号を引き継いだが、1688年に提示された費用をナッサウ＝ウージンゲン家については補償することはなかった（ナッサウ＝イトシュタインはカール・アウグストの義父ゲオルク・アウグストの死により1721年に断絶した）。
ヨハン・エルンストは1719年にハイデルベルクの温泉滞在中に死去し、次男のカール・アウグストが領地を継承した。

## 軍歴

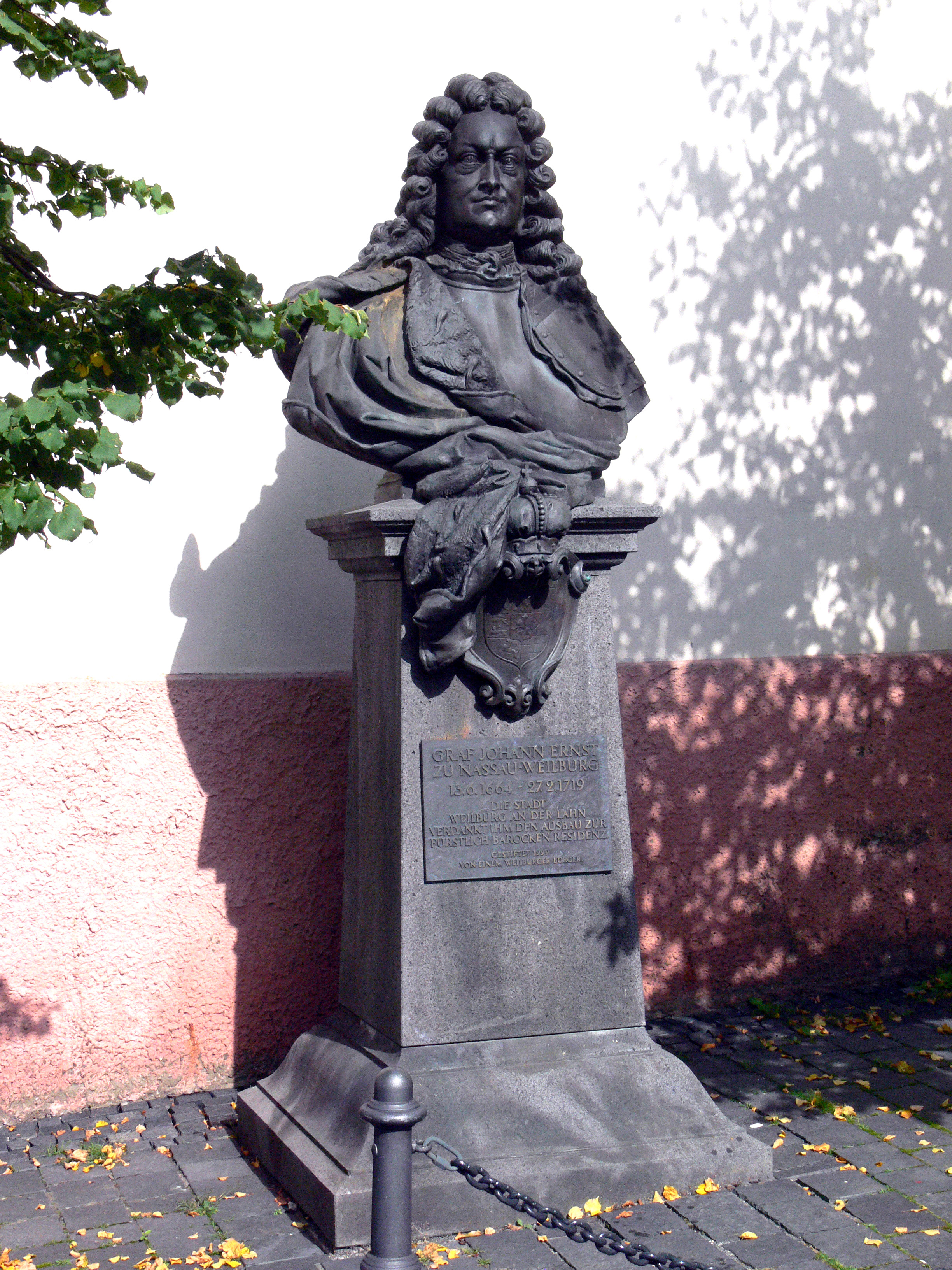
ヨハン・エルンストの像（ヴァイルブルク）

1684年、ヨハン・エルンストは中佐としてヘッセン＝カッセル方伯に仕えた。1686年に大佐に昇進し、1688年には新たに編成された竜騎兵連隊の指揮官となり、同年のプファルツ継承戦争ではこの連隊とともにコブレンツの防衛に参加した。1689年にマインツ包囲戦に、1690年にはフリュールスの戦いに参加した。そこでヨハン・エルンストはフランス軍に従軍していたナッサウ＝ザールブリュッケン伯ルートヴィヒ・クラフトと対峙した。1691年に少将に昇進し、1693年にはネールウィンデンの戦いに参加した。1696年にヘッセンにおいて中将に任命された。
1696年9月、ヨハン・エルンストはオーバーライン・クライスの将軍としてプファルツ選帝侯領で任についた。ヘッセン＝カッセル方伯カールはこれに憤慨し、ヨハン・エルンストの最も激しい反対者の一人となった。1697年のレイスウェイク条約の後、ヨハン・エルンストはプファルツの首都デュッセルドルフの知事に就任した。
1701年、スペイン継承戦争のためオーバーライン帝国軍を組織した。1702年にランダウ・イン・デア・プファルツの要塞の包囲および襲撃に参加し、その後タラール元帥率いるフランス軍をフンスリュックから追い出した。この功績によりプファルツ選帝侯領の元帥に任命された。
帝国軍司令官オイゲン・フォン・ザヴォイエンがバイエルンでフランス元帥ヴィラールと戦うため行軍している間、ヨハン・エルンストはランダウをタラール元帥から守るためライン川沿いに残った。1703年11月15日、シュパイアーバッハの戦いが勃発し、帝国軍はフランス軍に敗れた。殺害された約8,000人の中には、ヨハン・エルンストの長男、フリードリヒ・ルートヴィヒ・フォン・ナッサウ＝ヴァイルブルクも含まれていた。それ以降、ヨハン・エルンストは大きな戦いには参加しなかった。1706年に現役の軍務から完全に引退し、プファルツ選帝侯の侍従長となった。1716年にデュッセルドルフ知事および侍従長としての職を終え、ヴァイルブルクの邸宅に戻った。その功績により、聖ユベール騎士団への入会を認められた。

## 建築物
ヨハン・エルンストの統治下において、ヴァイルブルクの城と城内教会の改築が1702年に始まった。建設監督にはユリウス・ルートヴィヒ・ロトヴァイルが就任した。ヨハン・エルンストは1721年の城の完成前に死去した。宮殿の建物に加えて、市場広場、バロック様式の庭園、首相府 (現在の鉱山博物館と市立博物館) などの管理棟も建設された。さらに、動物園は再建され、ヴィンドホフ農場とヴェアホルツ農場が建設され、水道管が建設された。さらに、旧市街の城壁は取り壊され、主要な通りや広場（マウアー通り、ノイガッセ、マルクト広場、フランクフルター通り、リンブルガー通りなど）がバロック様式につくり変えられた。ヨハン・エルンストは、建設工事の費用のほとんどを自らの軍人時代の給与から支払った。

## 貨幣の鋳造
ヨハン・エルンストは再びナッサウ伯としての権利を利用して硬貨を鋳造した。このためにヨハン・エルンストはヴァイルブルクに貨幣鋳造所を建設させ、1690年5月19日に造幣局長J.U.ベトガーに譲渡した。1692年11月15日、貨幣鋳造所は契約によりD.シュリューターに譲渡された。シュリューターは、自作の打ち出し金型を使って粗悪な貨幣を鋳造しなければならず、ヨハン・エルンストはリスクを負うことを引き受けた。模倣されたのは主にプファルツ選帝侯領とブランデンブルク選帝侯領の貨幣であった。
プファルツ選帝侯ヨハン・ヴィルヘルムは貨幣委員会と帝国議会にヨハン・エルンストを訴えたが、ヨハン・エルンストは1695年12月に5,000ギルダーを支払うことで訴訟を回避することができた。1696年4月15日、プファルツ＝ノイブルクの軍隊がヴァイルミュンスターに到着したが、証拠がないまま撤退せざるを得なかった。ヨハン・エルンストがプファルツ軍に転属した後、1696年12月6日にヘッセン＝カッセルからの軍隊がヴァイルブルクに到着した。マリア・ポリクセナはフランクフルトに逃亡した。ヘッセン軍は商務官ボラー、造幣局長シュリューター、銃鍛冶コンラディを逮捕した。ボラーとコンラディは釈放され、シュリューターはブランデンブルク兵に引き渡された。シュリューターは約9万ギルダーを偽造し、そのうち600ギルダーが流通したと告白し、シュリューターには懲役2年の判決が下された。ヨハン・エルンストはブランデンブルク選帝侯に謝罪した。プファルツ選帝侯ヨハン・ヴィルヘルムは、ヨハン・エルンストを許した。
ヴァイルミュンスターには2番目の貨幣鋳造所があった。おそらく、このことはヨハン・エルンストには知られていたと思われる。1695年5月、ブランデンブルクの竜騎兵が予期せずヴァイルミュンスターに侵入したが、偽造貨幣の鋳造の痕跡はもう見つからなかった。ユダヤ人と思われるヤコブとビアーは失踪した。ヨハン・エルンストがこの貨幣の偽造に関与したことを示すものは見つかっていない。

## 結婚と子女
1683年4月3日、ヨハン・エルンストはマリア・ポリクセナ・フォン・ライニンゲン＝ダグスブルク＝ハルテンブルク（1662年2月7日 - 1725年4月22日）と結婚した。この結婚により、ナッサウ＝イトシュタイン伯ヨハンによる後見は終わり、ヨハンの死後はナッサウ＝オットヴァイラー伯ヨハン・ルートヴィヒが後見役を引き継いだ。ヨハン・エルンストは後見人の意志に反して結婚を強行したと言われている。結婚を記念してヴァイルブルク城の庭園にライムの木を植えたとされる。夫妻の間には4男5女が生まれた。
- フリードリヒ・ルートヴィヒ（1683年 - 1703年） - シュパイアーバッハの戦いで戦死
- カール・アウグスト（1685年 - 1753年） - ナッサウ＝ヴァイルブルク侯。1723年8月17日にアウグステ・フリーデリケ・フォン・ナッサウ＝イトシュタイン（1699年8月17日 - 1750年6月8日）と結婚。
- マリア・ポリクセナ（1686年 - 1687年）
- ヨハンナ・ルイーゼ（1687年 - 1688年）
- カール エルンスト（1689年 - 1708年）
- ハインリヒ・ルートヴィヒ（1690年 - 1691年）
- マグダラ・ヘンリエッテ（1691年 - 1725年） - 1719年4月15日にゾルムス＝ブラウンフェルス伯フリードリヒ・ヴィルヘルム（1696年1月11日 - 1761年2月24日）と結婚
- アルベルティーネ（1693年 - 1748年）
- 娘（1694年） - 出産時に死亡

ルクセンブルク大公アンリは、ヨハン・エルンストの子孫にあたる。